# Nicolas Trigault
Nicolas Trigault (1577 — 1628) was een Zuid-Nederlandse jezuïet, missionaris en ontdekkingsreiziger in China.

## Vroege leven
Trigault werd in 1577 in Dowaai geboren. Zijn familie bestond uit kooplui. Hij liep tot zijn zeventiende college in Dowaai en trad dan tot de jezuïetenorde toe. Vervolgens studeerde Trigault aan de universiteit en voldeed zijn voorziene tweejarige retraite in het noviciaat van Doornik. Daarna werd hij leraar in Gent.
Trigault vroeg om op missie naar Portugees Oost-Indië te mogen. In 1606 werd hem de toelating verleend. In afwachting van zijn vertrek in Lissabon schreef hij de biografie van de Zeelandse missionaris Gaspard Berze, een naaste medewerker van Franciscus Xaverius. In januari 1607 scheepte Trigault met acht andere jezuïeten met Indië als bestemming in. Hij verbleef twee jaar in Goa, hoorde er verhalen over het Rijk van het Midden (China) en vroeg zijn oversten om daarheen te worden gezonden.

## China
In 1610 kreeg Trigault toestemming om naar China te vertrekken. Hij reisde naar de Portugese factorij in Macao, de enige plaats waar vreemdelingen werden toegelaten. De wegen naar het binnenland werden streng bewaakt en hij kwam met Chinese kooplieden overeen met hen naar Canton te reizen. Vandaar reisde hij incognito tot Nanjing. Vermoedelijk met de hulp van de jezuïeten van Peking werd Trigault er aanvaard. Hij leerde er de taal en cultuur. Trigault bezocht Suzhou en Hangzhou. In 1612 kreeg hij in Peking van zijn overste, eerwaarde Longobardo, de opdracht het jaarlijkse verslag van de missie op te maken en het persoonlijk naar Europa te brengen.
Trigault reisde te paard naar Macao en voer vandaar naar Cochin. Vervolgens legde hij de achthonderd kilometer naar Goa in zijn eentje te voet af. Hij bereikte Goa in april 1613. Trigault wilde niet wachten op de Portugese vloot om in Europa te geraken en scheepte op een handelsschip naar Hormuz in. Vandaar reisde hij met een kleine karavaan door wat later Iran, Irak en Syrië zou worden tot in Alexandrette in Turkije. Vervolgens voer hij langs de kusten van de Middellandse Zee tot in Otranto. In december 1614 bereikte Trigault Rome. Hij was uitgeput, ernstig ziek en had verscheidene maanden nodig om er bovenop te komen.
Na zijn genezing leverde Trigault zijn verslag aan paus Paulus V af en verdedigde hij tijdens het onderhoud de manier van werken van de jezuïeten. Hij schreef vervolgens meerdere referentiewerken over de eerste missionarissen in China en Japan en klaagde hun vervolging aan. Ten slotte bezocht Trigault de Europese hoven om hun prinsen van een missie naar China te overtuigen. Hij kreeg steun van de hertogen van Beieren en Toscane, van de koningin van Frankrijk, van koning Filips III van Spanje en de aartshertogen Albrecht en Isabelle van de Spaanse Nederlanden. Tijdens zijn Europese reis droeg hij het gewaad van een Chinese geletterde en Rubens maakte enkele schetsen van hem toen hij Antwerpen aandeed.
In 1618 mocht Trigault terug naar China reizen. Aan boord van het schip waarmee hij vertrok bevonden zich 629 werken waaronder de recentste van Kepler en Galileo. De verzameling vormde de kennisbron van de jezuïeten in China. Na door hen te zijn vertaald vormden de werken het eerste Chinese wetenschappelijke corpus. Trigault kreeg tevens verscheidene geschenken voor de keizer van China mee. Hij werd vergezeld door tweeëntwintig missionarissen waaronder de astronoom Johann Adam Schall von Bell.
Na een reis van weer bijna twee jaar arriveerde Trigault in 1620 terug in China. Onderweg stierven verscheidene reisgenoten waaronder een broer en neef. Trigault stichtte twee missies in nog niet verkend gebied. Hij schreef en publiceerde ook enorm veel. Trigault stierf in 1628, uitgeput door het harde werk en de discussie over de inculturatie. Volgens zijn overste André Palmeiro was hij op het laatst psychisch labiel en dreef het feit hij er niet in slaagde de keuze voor Shangdi als benaming voor God te bewerkstelligen Trigault tot zelfmoord.

## Galerij

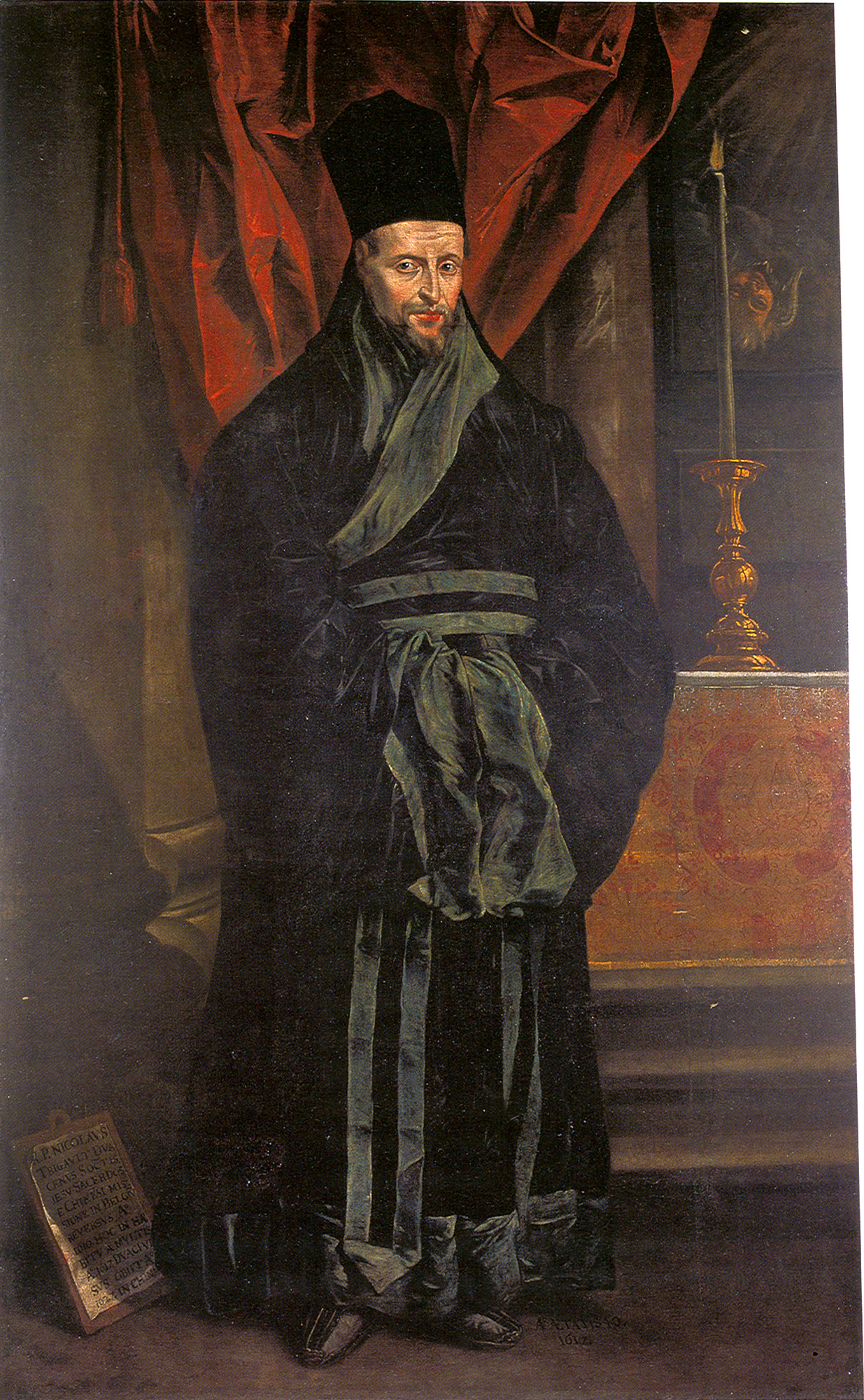
Portret van Trigault door het atelier van Rubens
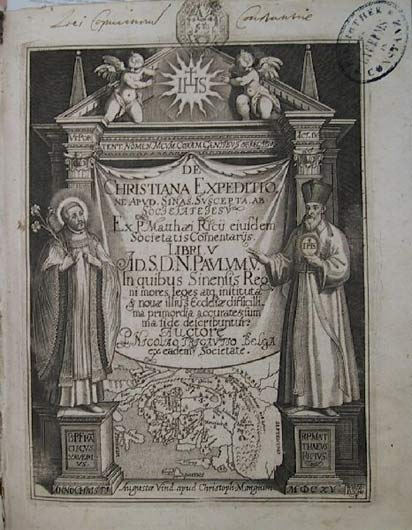
De Christiana expeditione apud Sinas